# Frank Dunn Kern
Frank Dunn Kern (ur. 29 czerwca 1883  w Reinbeck (Iowa), zm. 28 września 1974 w State College) – amerykański mykolog i fitopatolog.

## Życiorys
W 1904 r. ukończył studia na Uniwersytecie Iowa z tytułem licencjata, w 1907 uzyskał tytuł magistra na Uniwersytecie Purdue, a w 1911 r. doktorat na Uniwersytecie Columbia. Ożenił się i miał dwie córki. W latach 1904–1913 pracował w kilku miejscach, między innymi w Departamencie Rolnictwa Stanów Zjednoczonych, Rolniczej Stacji Doświadczalnej w Purdue, nowojorskim ogrodzie botanicznym oraz na Uniwersytecie Columbia. Od 1913 r. aż do emerytury pracował jako wykładowca botaniki na Uniwersytecie Stanu Pensylwania. Mieszkał w ośrodku akademickim State College w Pensylwanii. Piastował tu stanowisko  kierownika Wydziału Botaniki i Dziekana Graduate School. W 1950 r. odszedł na emeryturę. Zmarł w State College w wieku 91 lat.

## Praca naukowa
Był znawcą rdzowców (Pucciniales). Aż do śmierci pracował nad rodzajem Gymnosporangium. Podczas wielu wypraw terenowych do Wenezueli, Kolumbii i Santo Domingo badał rdzowce Ameryki Południowej. Współpracował przy tym z Carlosem E. Chardónem z Puerto Rico. Kern był autorem lub współautorem ponad 80 publikacji naukowych, z których 20 opublikowane zostało po przejściu na emeryturę i 2 pośmiertnie.
Był jednym z członków założycieli Amerykańskiego Towarzystwa Fitopatologicznego, pełniąc w 1914 r. funkcję wiceprezesa. Był autorem pierwszej publikacji założonego przez to towarzystwo czasopisma naukowego.
W naukowych nazwach opisanych przez niego taksonów dodawany jest skrót jego nazwiska F. Kern. Jego nazwiskiem nazwano dwa rodzaje grzybów z rodziny rdzowatych (Pucciniaceae): Kernella Thirum. i Kerniomyces Toro.